# Lonchodes dalawangsungay
Lonchodes dalawangsungay är en insektsart som beskrevs av Oliver Zompro 2003. Lonchodes dalawangsungay ingår i släktet Lonchodes och familjen Phasmatidae. Inga underarter finns listade i Catalogue of Life.